# Cyphomandra tegorea
Cyphomandra tegorea là loài thực vật có hoa trong họ Cà. Loài này được (Aubl.) Hemsl. mô tả khoa học đầu tiên năm 1882.